# Jongdungpcho-gu
Čtrvť Jongdungpcho (korejsky 영등포구; hanča 永登浦區), též Jongdungpcho-gu, je jedním z 25 gu, které tvoří město Soul v Jižní Koreji. Skládá se z 18 dongů, celkem zaujímající plochu 24,37 km2, na které v roce 2024 žilo 373 773 obyvatel. Okres byl silně vyvinut jako kancelářská, obchodní a rezidenční čtvrť. Je to hlavní oblast financí, médií a investičního bankovnictví v Soulu.
Na ostrově Joui, spadající do čtvrti Jongdungpcho, se mimo jiné nachází budova jihokorejského parlamentu, 3. největší mrakodrap v zemi Budova 63, sídlo společnosti LG Group nebo sídlo veřejnoprávní televize KBS.

## Doprava
Další informace v článku: Doprava v Soulu
V Jongdungpchu lidé hojně využívají z městské hromadné dopravy především metro. Nacházejí se zde celkem čtyři zastávky metra, obsluhují linky 5 a 9. Další možností je zvolit městské autobusy.